# 大麻町市場
大麻町市場（おおあさちょういちば）は、徳島県鳴門市の大字。郵便番号は779-0315。

## 地理
鳴門市の南端に位置。北は大麻町高畑・大麻町三俣、東は大麻町西馬詰・大麻町中馬詰、西は大麻町川崎、南は板野郡藍住町および同郡北島町に接する。農業地域。
集落は東西に分かれるため市場東地区、市場西地区と分けて呼ぶ場合もある。旧吉野川の南岸にも一部飛び地があり、それを結ぶため同川に市場橋・大正橋が架設されている。
堤防上を徳島県道226号津慈広島線が通り、徳島県道167号北島池谷停車場線が中央を南北に通る。また県道167号線の西側をJR高徳線が南北に縦貫している。

### 河川
- 旧吉野川

### 小字
| - 居内 - 居屋敷 - 井利の面 - 井利の本 | - 王子 - 大北 - 大坪 - 大西 | - 大畑 - 大堀 - 大道 - 川縁 | - 川向一 - 川向三 - 川向二 - 喜来前 | - 喜来屋敷 - 小桑木 - 砂原 - 惣助門 | - 堂面 - 中筋 - 東川渕 - 東畑 | - 東原 - 本田 |  |

## 歴史
江戸期から町村制の施行された明治22年にかけては板東郡および板野郡の村であった。寛文4年より板野郡に属す。
明治22年に同郡堀江村の大字となった。昭和28年4月より堀江町の大字となる。昭和34年4月に板東町と堀江町が合併し大麻町が誕生し同町の大字となる。昭和42年に大麻町が鳴門市に編入され現在の鳴門市の大字となる。

## 世帯数と人口
2022年（令和4年）7月31日現在の世帯数と人口は以下の通りである。
| 町丁       | 世帯数  | 人口  |
| ---------- | ------- | ----- |
| 大麻町市場 | 428世帯 | 829人 |

## 小・中学校の学区
市立小・中学校に通う場合、学区は以下の通りとなる。
| 番地 | 小学校               | 中学校             |
| ---- | -------------------- | ------------------ |
| 全域 | 鳴門市立堀江南小学校 | 鳴門市立大麻中学校 |

## 施設
- 日亜化学工業鳴門工場（N工場）
- 勧薬寺 - 阿波北嶺薬師霊場15番札所・阿波西国三十三観音霊場20番札所
- 福泉寺 - 阿波北方二十四輩霊場19番札所
- 願行寺 - 阿波北方二十四輩霊場20番札所

かつてあった施設
- 阿波市場駅 - 日本国有鉄道・高徳本線
- 日本たばこ産業徳島工場 - 跡地は日亜化学工業に譲渡された。

## 交通

### 道路
都道府県道
- 徳島県道167号北島池谷停車場線
- 徳島県道226号津慈広島線